# Lafayette (Oregon)
Lafayette ist eine Kleinstadt im Yamhill County in Oregon, USA. Das U.S. Census Bureau hat bei der Volkszählung 2020 eine Einwohnerzahl von 4.423 ermittelt. Lafayette war seit der Gründung im Jahre 1843 bis 1886 Sitz des Countys, bevor nach einer Entscheidung der Einwohner des County McMinnville Verwaltungssitz wurde. 

## Geographie
Das Gemeindegebiet umfasst 2,3 km².

## Einwohnerentwicklung
- 2000: 2.586
- 2006: 3.440 (Schätzung)

## Demographie
In Lafayette existieren 841 Haushalte und 656 Familien.